# Odiongan
Odiongan est une localité de la province de Romblon, aux Philippines. En 2015, elle compte 45 367 habitants.